# Latham L.1
El avión Latham L.1 fue un competidor francés en la carrera del Trofeo Schneider de 1923. Se trataba de un hidroavión de dos motores, biplano, construida por la Société Latham.

## Diseño y desarrollo
El Latham L.1 era un biplano de una sola bahía con un solo puntal interplano carenado a cada lado. Hubo un ligero escalonamiento: La distancia entre las alas superior e inferiores era grande, de unos 2,5 m (8,2 pies) o el 20% del vano lo que permitió que los motores, un par de Lorraine 12D V-12 de 220 kW (300 CV) montados en configuración «push-pull», se montaran entre las alas y encerrados en un capó continuo y aerodinámico. Se montaron desde abajo en cuatro pares de puntales en «V longitudinales» y otros cuatro pares más pequeños de puntales en «V invertidos» desde su parte superior formaban una cabaña que sostenía la sección central del ala superior. Los motores fueron refrigerados con radiadores cilíndricos de Lamblin en cada puntal de soporte del motor delantero. El ala inferior estaba montada en la parte superior del fuselaje.
Las alas superior e inferior eran de planta rectangular y del mismo tamaño, ambas con un ligero diedro. Los alerones de planta rectangular, que se extienden hasta las puntas, se instalaron en ambas alas y se conectaron externamente. Los flotadores estabilizadores se instalaron directamente en la parte inferior del ala inferior, debajo de los puntales interplanos.
El L.1 tenía un casco de un solo paso, construido enteramente en duraluminio y con un fondo de cepillado de sección en «V» ligeramente cóncavo. Los lados del fuselaje eran un poco redondeados, más planos que la cubierta superior. La cabina abierta del piloto estaba por delante de los bordes de ataque del ala, pero por debajo del motor de proa. En la parte trasera, el fuselaje superior se deslizaba hacia arriba dentro de la aleta, que llevaba la cola horizontal en su parte superior. Este último era de bordes rectos con puntas angulosas, y el plano de cola se sujetaba al fuselaje con un puntal de inclinación hacia atrás a cada lado. El timón, que funcionaba en un hueco entre los ascensores, era redondeado y tenía un equilibrio tipo «coma» que funcionaba por encima del  plano de cola.

## Historial operacional
La regata de la Copa Schneider de 1923 se celebró frente a Portsmouth sobre el Solent, entre Cowes y Selsey, y voló el 28 de septiembre tras las pruebas de rodadura y amarre de la víspera. El equipo francés tenía dos Latham L.1; el segundo no se llamaba L.2 en los informes contemporáneos, a pesar de los informes de algunas fuentes modernas, uno (race no. 11, F-ESEJ) para competir con Duhamel como piloto y el otro como reserva. También tenían un par de CAMS 38. El Latham L.1 no.11 pasó las pruebas del 27 de septiembre sin incidentes, pero ciertos problemas con el motor impidieron que llegara a la línea de salida al día siguiente y el único competidor francés fue uno de los CAMS 38, que se cayó después de una vuelta. La carrera fue ganada decisivamente por los Estados Unidos con sus hidroaviones Curtiss CR-3 en primer y segundo lugar.

## Especificaciones
Referencia datos: Les Ailes, November 1923

### Características generales
- Tripulación: Uno
- Longitud: 11 m (36 pies 1 pulg.)
- Envergadura: 12.40 m (40 pies 8 pulgadas)
- Altura: 4.27 m (14 pies 0 in)
- Superficie alar: 50 m² (540 pies cuadrados)
- Perfil alar: Göttingen 416
- Peso vacío: 2200 kg (4850 lb)
- Peso máximo al despegue: 2700 kg (5952 lb)
- Planta motriz: 2 × Lorraine 12D V12 refrigerada por agua , 300 kW (400 hp) cada una×  . cada uno.

### Rendimiento
- Velocidad nunca excedida (Vne): 260 km / h (162 mph; 140 kn)
- Régimen de ascenso:  20 min a 4,000 m (13,000 pies)